# Acrobunch, la leggenda del paese magico
Makyō densetsu Akurobanchi (魔境伝説アクロバンチ?) è una serie anime trasmessa nel 1982, composta di 24 episodi. In Inglese è conosciuta anche come "Demon Region Legendary Acrobunch".

## Generalità
Acrobunch fu realizzato sulla scia delle avventure archeologiche che all'epoca stavano avendo successo al cinema. Lo stile di questa serie era impressionante, e la sequenza di combinazione di Acrobunch rimane eccezionale tutt'oggi, ponendo lo standard per il resto degli anni '80. Cinque distinti veicoli si combinano per formare il super robot Acrobunch. Le sue parti contengono due motociclette che formano le braccia, due macchine da corsa che formano le gambe, e un aeroplano che forma il corpo.

## Trama
Guidati dallo scienziato Tatsuya Randou, la famiglia Randou compie un viaggio in cerca di antiche rovine per scoprire la leggenda di Quetzalcoatl, che può dare l'accesso ad un favoloso tesoro. Al seguito della famiglia Randou c'è Gopurin, una organizzazione malvagia che brama il possesso del tesoro. la famiglia Randou ha l'arma segreta del super robot Acrobunch. Il viaggio diventa una corsa attorno al pianeta per trovare per primi il tesoro.

## Episodi
| Nº | Giapponese 「Kanji」 - Rōmaji                                                                       | In onda          | In onda |
| Nº | Giapponese 「Kanji」 - Rōmaji                                                                       | Giapponese       |         |
| 1  | 「大秘宝を求めて」 - dai hihō wo motome te                                                          | 5 maggio 1982    |         |
| 2  | 「氷雪山の怪光」 - koori yuki yama no kai hikari                                                    | -                |         |
| 3  | 「呪いの地下宝殿」 - noroi no chika takara dono                                                     | -                |         |
| 4  | 「謎の海底神像」 - nazo no kaitei kami zō                                                           | -                |         |
| 5  | 「大密林コンゴの秘宝」 - dai mitsurin kongo no hihō                                                 | -                |         |
| 6  | 「滅亡のアトランティス」 - metsubō no atoranteisu                                                   | -                |         |
| 7  | 「巨石神殿の怪人」 - kyo ishigami dono no kaijin                                                    | -                |         |
| 8  | 「エンメ・ヤの乙女」 - enme. ya no otome                                                            | -                |         |
| 9  | 「吼えよグリフォン」 - kō eyo gurifon                                                               | -                |         |
| 10 | 「妖精達の祭り」 - yōseitachi no matsuri                                                            | -                |         |
| 11 | 「悲恋のサバ王宮」 - hiren no saba ōkyū                                                             | -                |         |
| 12 | 「はるかなるエーゲ」 - harukanaru ege                                                               | -                |         |
| 13 | 「前半・特別総集編 謎の大秘宝クワスチカ」 - zenhan. tokubetsu sōshūhen nazo no dai hihō kuwasuchika | -                |         |
| 14 | 「幻しのバビロン」 - maboroshi shino babiron                                                        | -                |         |
| 15 | 「北極海の伝説」 - hokkyoku umi no densetsu                                                         | -                |         |
| 16 | 「華麗なる復讐」 - karei naru fukushū                                                               | -                |         |
| 17 | 「謎のアンコール・ワット」 - nazo no ankoru. watto                                                  | -                |         |
| 18 | 「シャリー山の雄叫び」 - shari yama no osu sakebi                                                   | 12 novembre 1982 |         |
| 19 | 「ゴビ砂漠の激戦」 - gobi sabaku no gekisen                                                         | 19 novembre 1982 |         |
| 20 | 「死闘!愛のまぼろし」 - shitō! ai nomaboroshi                                                       | 26 novembre 1982 |         |
| 21 | 「聖シャンバラの決戦」 - hijiri shanbara no kessen                                                  | 3 dicembre 1982  |         |
| 22 | 「挑戦!夢の狩人（前編）」 - chōsen! yume no kariudo (zenpen)                                        | 10 dicembre 1982 |         |
| 23 | 「クワスチカ出現の謎（中編）」 - kuwasuchika shutsugen no nazo (chūhen)                             | 17 dicembre 1982 |         |
| 24 | 「夢よはるかに（後編）」 - yume yoharukani (kōhen)                                                  | 24 dicembre 1982 |         |

## Giocattoli
Il robot Acrobunch venne messo in commercio come "Acrobunch Kyoui Gattai 5 DX" / "Acrobunch Wonder Combo 5 DX" dalla Poplar and Royal Condor. Era costruito con metalli pressocolati, e la confezione includeva strumenti per l'atterraggio, aerei, superfici portanti, pistole, spade, adesivi, missili. L'edizione americana e taiwanese è particolarmente rara visto che è del 20% più piccola e il nome del giocattolo era "Pentabot", invece che "Acrobunch". È stato venduto fuori dal Giappone grazie alla mancanza della licenza dell'anime.